# Renault Suprastella
Der Renault Suprastella war ein Personenkraftwagenmodell der Zwischenkriegszeit von Renault. Die Typencodes lauteten Type ABM und Type BDP.

## Beschreibung
Am 30. März 1938 verkündete Renault die Einführung dieses Modells. Vorgänger war der Renault Nervastella, von dem auch der Typencode übernommen wurde. Im Juli 1939 endete die Produktion ohne Nachfolger.

### Type ABM 8
Der wassergekühlte Achtzylindermotor mit 85 mm Bohrung und 120 mm Hub leistete aus 5447 cm³ Hubraum 110 PS. Die Motorleistung wurde über eine Kardanwelle an die Hinterachse geleitet.
Der Radstand betrug wahlweise 321 cm oder 372 cm. Die Fahrzeugabmessungen dieser Ausführung sind nicht überliefert. In den Seiten der Motorhaube waren sechs Lüftungsöffnungen in Parallelogramm-Form. Der Kühlergrill war seitlich abgerundet und waagerecht unterteilt. Die vordere Stoßstange war einteilig und gerade. Die Scheinwerfer waren in die Kotflügel integriert.
Zwischen April 1938 und Juli 1939 entstanden 24 Fahrzeuge mit dem kurzen Radstand: 7 Limousinen mit sechs Sitzen, 7 Cabriolets mit zwei Seitenfenstern, 8 Cabriolets mit vier Seitenfenstern und 2 Coupés.
Außerdem fertigte Renault zwischen April 1938 und Juli 1938 zehn Fahrzeuge mit dem langen Radstand als achtsitzige Pullman-Limousine. Im August 1938 erhielten diese Fahrzeuge rückwirkend den Typencode Type BDP 1.

### Type BDP 1
Die nationale Zulassungsbehörde erteilte dieser Ausführung am 25. Juli 1938 seine Zulassung. Bei einem Radstand von 372 cm und einer Spurweite von 145,4 cm war das Fahrzeug 508 cm oder 509 cm lang und 175 cm breit. Der Wendekreis war mit 16,5 Metern angegeben. Das Fahrgestell wog 1430 kg. Bis Juni 1939 entstanden 30 Pullman-Limousinen mit Werkskarosserie sowie ein Fahrgestell. Unklar bleibt, ob die ersten zehn Exemplare in diesen Stückzahlen enthalten sind oder nicht.

## Einzelstücke von Saoutchik und Franay
Der Karosseriebauer Saoutchik baute auf dem Fahrgestell des Suprastella ein zweitüriges, vier- bis fünfsitziges Cabriolet für den späteren General und Kriegshelden Marie-Pierre Kœnig. Die Besonderheit seines Fahrzeugs waren die von Saoutchik patentierten „Pantograph“-Schiebetüren, bei der die Türe von Streben getragen und geführt wird. Beim Öffnen wird sie erst seitlich ausgezogen, bis sie weit genug von der Karosserie absteht. Dann wird sie parallel an dieser entlang nach vorn oder hinten gezogen, bis sie die Türöffnung ganz freigibt. Geschlossen ist die besondere Funktionsweise nur an der ungewöhnlichen Position des Türgriffs mittig in der optischen Längsachse des Türblatts erkennbar.
Eine auf 6500 mm Länge gestreckte Version des Suprastella, mit einem verlängerten Radstand von 3720 mm, wurde zu einem der am meisten fotografierten Autos in Frankreich in den 1940er Jahren. Dies war eine vom renommierten Karosseriehersteller Franay umgebaute Transformables, also ein viertüriges Cabriolet ohne feststehende Rahmen für die Seitenscheiben (wie bei der Cabriolimousine). Das schwere Verdeck ist komplett versenkbar; der Wetterschutz wird vervollständigt durch versenkbare Seitenscheiben, wodurch sich Transformables vom Torpedo oder Phaeton unterscheiden. Das Fahrzeug wurde 1943 an die französische Regierung 1943 geliefert, nachdem entschieden wurde, dass Marschall Pétain ein neues Auto benötigte. Das Auto hatte eine hohe Bodenfreiheit, und eine Besonderheit war das automatische Auftrittgitter aus Metall, das sich beim Öffnen der Tür unter der Karosserie hervorschob.
Historisch bekannt ist das Fahrzeug jedoch vom Tag nach der Befreiung von Paris, als Charles de Gaulle am 26. August 1944 mit dem Fahrzeug, aufrecht im hinteren Teil des Wagens stehend und begleitet vom Kriegshelden Lattre de Tassigny, durch die Straßen von Paris fuhr. Das Auto diente auch noch in der Vierten Republik unter dem Staatspräsidenten Vincent Auriol.

## Preise
Die folgenden Preise (in Franc) sind überliefert:
| Ausführung                                            | Juli 1938 | 29. Mai 1939 |
| ----------------------------------------------------- | --------- | ------------ |
| Type BDP 1 Pullman-Limousine mit acht Sitzen          | 102.000   | 117.000      |
| Type ABM 8 Limousine mit sechs Sitzen                 | ?         | 105.000      |
| Type ABM 8 Cabriolet mit zwei Seitenfenstern          | ?         | 105.000      |
| Type ABM 8 Cabriolet mit vier Seitenfenstern          | ?         | 109.000      |
| Type ABM 8 Coupé                                      | ?         | ?            |
| Umrechnungsfaktor des damaligen Franc in heutige Euro | 0,48640   | 0,45458      |